# Delenda est
«Delenda est» — повесть в жанре альтернативной истории американского писателя-фантаста Пола Андерсона из цикла «Патруль времени», опубликованная в декабре 1955 года. Название является отсылкой к известной фразе древнеримского политика и писателя Марка Порция Катона Старшего «Карфаген должен быть разрушен».

## Персонажи[4]

### Главные
- Мэнс Эверард (англ. Manse Everard) — американец из середины XX века, сотрудник организации «Патруль времени»
- Пит Ван Саравак (англ. Piet van Sarawak) — голландско-индонезийский венерианин из начала XXIV века, коллега Эверарда
- Дейрдра Мак Морн (англ. Deirdre Mac Morn) — девушка из альтернативного будущего, племянница Цинита ап Сиорна

### Второстепенные
- Цинит ап Сиорн (англ. Cynyth ap Ceorn) — генерал страны Инис ир Афаллон из альтернативного будущего
- Боерик Вульфилассон (англ. Boierik Wulfilasson) и Болеслав Арконски (англ. Boleslav Arkonsky) — офицеры враждебного государства Литторн из альтернативного будущего
- Фронтос (англ. Phrontes) и Химилко (англ. Himilco) — путешественники во времени из далёкого будущего (нелдориане из 25-го тысячелетия), изменившие историю.

## Сюжет
Мэнс Эверард и Пит Ван Саравак, сотрудники организации «Патруль времени», проводящие отпуск на базе в доисторической Европе, решают провести выходные в Нью-Йорке 1960 года. Однако, настроив машину времени на 23 октября 1960 года, они неожиданно оказываются в некой неизвестной им реальности, не имеющей ничего общего с США середины XX века, и попадают в плен. С трудом найдя общий язык со своими тюремщиками, Эверард и Ван Саравак понимают, что оказались в альтернативном будущем. От переводчицы с греческого Дейдры Макморн они узнают, что Карфаген уничтожил Рим в ходе Второй Пунической войны. Эверард и Саравак, дабы не усложнять и без того запутанное положение, представляются путешественниками с Сириуса. Появление «путешественников с Сириуса» с неизвестной техникой пробуждает интерес агентов враждебного государства Литторна, которые организуют похищение пришельцев. В ходе испытаний техники героям и Дейдре удаётся совершить побег. Допросив Дейдру под гипнозом, они не находят никакого упоминания об отце и сыне Сципионах и понимают, что ключевым событием стала битва при Тицине, где Сципион-младший едва успел прийти на помощь отцу. В этой реальности оба Сципиона, скорее всего, погибли.
Патруль проводит расследование и устанавливает, что в Альпах к Ганнибалу присоединились два наёмника-гельвета Фронтис и Химилко, которые после победы Карфагена захватили власть и устроили себе шикарную жизнь. Оба гельвета похожи на нелдориан из эпохи безудержного бандитизма 25-го тысячелетия. Патруль проводит операцию, Эверард и Ван Саравак обращают в бегство колонну карфагенян, возглавляемую двумя нелдорианами, вооружёнными бластерами, и нейтрализуют обоих преступников. Тем самым они отменяют вмешательство в естественный ход истории и восстанавливают свою линию будущего.

## Мир «Delenda est»

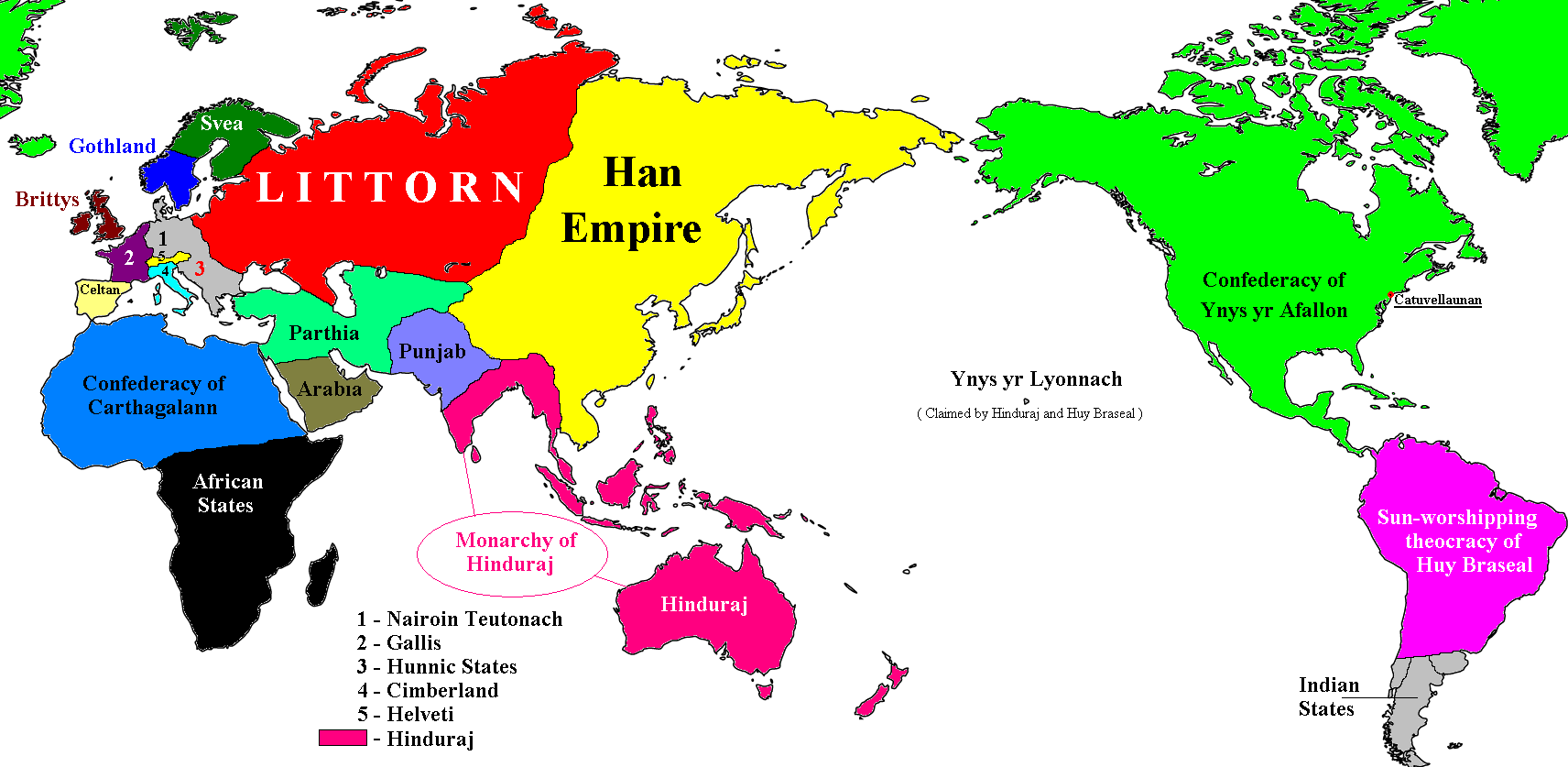
Мир «Delenda est»

Взятие Рима Ганнибалом и победа Карфагена во Второй Пунической войне приводит к глобальным изменениям мировой истории: уничтоженный Рим так и не стал империей и не смог романизировать кельтов и народы Средиземноморья. Сами кельты через столетие под натиском германцев переселяются в Испанию и Северную Африку, испытывая сильное влияние карфагенян, чьё государство постепенно приходит в упадок. На востоке усиливается Парфия, активно усваивающая греческую культуру. Сирийцы поглощают Макквеев. Развивая кораблестроение, кельты уже в IX веке открывают Америку. Однако они не слишком превосходят индейцев и те догнали их в развитии и создали собственные империи. Часть колонизаторов изгнана индейцами майя, однако колонии на севере продолжают существование и со временем добиваются независимости. Германцы разбиты гуннами и сохранились лишь в Скандинавии и Италии. Литва (Литторн) контролируют значительную часть Европы. Складываются могущественные державы, враждующие друг с другом. Главными силами становятся монархия Хиндурадж (простирающийся от Индостана до Австралазии и Океании) и теократия солнцепоклонников Хай Бразил (в Южной Америке).
Отклонение от естественного хода истории приводит к кардинальным изменениям в технологиях, научных знаниях, религиях, языках. Уже в XI веке кельты создают паровую машину, однако наука развивается не системно, а как результат проб и ошибок, поэтому представления об окружающем мире сильно отстают от «обычного» 1960 года. Христианство так и не возникает, буддизм не пользуется популярностью, иудаизм полностью угасает, а религиозные представления к середине альтернативного XX века являются сочетанием веры в верховного бога, по-семитски называемого Великим Баалом, и «национальных» политеистических божеств. Летосчисление ведётся от "сотворения мира". Латынь давно забыта, древнегреческий сохранился только благодаря использованию в Парфии и античному наследию, в мире широко распространены кельтские языки.

## Переводы на русский язык[5]
- Гилинский, Михаил Иосифович (1989)
- Науменко, Николай Андреевич (1995)